# Masos de Can Traver
Can Traver és un veïnat al municipi de Maià de Montcal (Garrotxa) format per un conjunt de masos. En destaquen tres, que catalogats a l'Inventari del Patrimoni Arquitectònic de Catalunya cadascun de manera individual. El veïnat de Can Traver es reunia a l'entorn de la gran casa pairal del mateix nom. Està format per un mitja dotzena de cases, algunes de remarcable antigor. Hi veiem obertures característiques del segle xiii, així com bellíssims finestrals del món gòtic. La majoria dels masos dels veïnat sofriren transformacions en el transcurs dels segles XVII-XVIII, moment de gran puixança en el camp català. Els Traver foren propietaris del veïnat fins al primer quart del nostre segle, quan l'hereu vengué la propietat a la família Capdevila d'Olot.

## Casa núm. 1
La casa núm. 1 del Veïnat de Can Travé és una casa situada al costat de ponent del Mas Traver i unit a aquest a l'altura del primer pis, formant en els baixos un arc de mig punt que permet sortit del veïnat i accedir als camps. Aquesta masia, probablement la primera llar de la nissaga dels Traver, és de planta irregular, perquè fou bastida en diferents moments, i el teulat a dues aigües que ha estat recentment arranjat, canviant l'embigat de fusta per un de ciment. Disposa de baixos, pis i graner. Cal destacar la façana que mira a migdia-llevant, on hi podem veure finestrals gòtics ornats amb motius florals, així com una senzilla finestra del segle xiii. A la façana de ponent hi ha la porta adovellada i un forn semicircular adossat als murs.

## Casa núm. 2
La casa núm. 2 del veïnat de Can Traver és una casa que forma part de l'antic veïnat de Can Traver. És de planta rectangular, amb alguns afegits i diversos moments de construcció. L'antic sostre de bigues ha estat substituït per un de nou ciment. El teulat és a una sola vessant i disposa de subterrani o celler, lloc on hi havia hagut instal·lat un trull d'oli, del qual se'n conserven nombroses piques. Els baixos, el primer pis i el graner complementen l'edifici. Cal destacar la façana de ponent on hi ha la porta adovellada que mena als interiors i a l'altura del primer pis es conserven dos finestres amb una senzilla decoració d'estil gòtic a la llinda.

## Casa de masovers
La casa de masovers va ser ocupada durant molt de temps per la família de masovers que cuidaven del gran casal dels Traver. És de planta rectangular i teulat a dues aigües, amb els vessants vers a les façanes laterals. Disposa de baixos, pis i golfes. La façana principal està orientada a migdia i s'hi aprecien diferents moments constructius. Cal destacar-ne la gran porta adovellada que dona accés als interiors; a un costat s'obre un porxo amb un arc rebaixat i l'altre una finestra allindanada, igual que les finestres del primer pis i les golfes.
La casa conserva quatre llindes gravades que testimonien dates de construcció i la família que les va dur a terme: 1624 BENET LLORENÇ/ 1699/ HIEROM . IC ANELLA/ DON MIGUEL DE TRAVER 1852.